# Джої Геґерті
Джої Геґерті  (англ. Joey Hagerty, 19 квітня 1982) — американський гімнаст, олімпійський медаліст.

## Виступи на Олімпіадах
| Олімпіада  | Дисципліна       | Місце             |
| ---------- | ---------------- | ----------------- |
| Пекін 2008 | абсолютний залік | 50 (кваліфікація) |
| Пекін 2008 | командний залік  | 3                 |
| Пекін 2008 | вільні вправи    | 19 (кваліфікація) |
| Пекін 2008 | паралельні бруси | 32 (кваліфікація) |
| Пекін 2008 | перекладина      | 11 (кваліфікація) |
| Пекін 2008 | кінь             | 49 (кваліфікація) |